# هلیوفیزیک

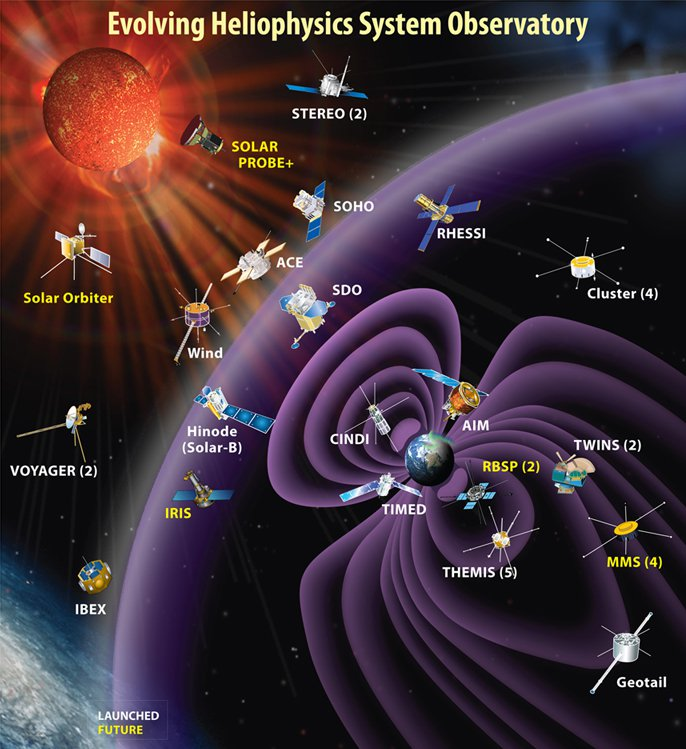
نمایی از حال و آیندهٔ سیستم‌های رصدخانه‌ای ماموریت‌های هلیوفیزیکی در مناطق تقریبی بررسی‌هایشان.

هلیوفیزیک یا فیزیک‌خورشید (به فرانسوی: héliophysique)، و این اصطلاحی به معنای «فیزیک خورشید» است که تا چندی پیش تنها به همین معنی مورد استفاده قرار می‌گرفت. هلیوفیزیک عمدتاً در رابطه با لایه‌های سطحی این ستاره به کار گرفته می‌شد و این مترادف با آنچه در حال حاضر بیشتر به نام «فیزیک خورشیدی» (solar physics) است بود. استفادهٔ به‌طور صریح به معنای بنیادین آن؛ یعنی فیزیک کل خورشید، از مرکز آن گرفته تا تاج خورشیدی در سال ۱۹۸۱؛ و از آن زمان تا کنون به همین مفهوم استفاده شده‌است. به این ترتیب، ترجمهٔ مستقیم از héliophysique فرانسوی بود، که برای ارائهٔ تمایز از solaire physics (فیزیک خورشیدی) معرفی شده و اساس هلیولوژی شد..
در اوایل سدهٔ بیستم معنی این اصطلاح را جرج سیسکو از دانشگاه بوستون به فیزیک هورسپهر یا هلیوسفر؛ (فضای اطراف خورشید فراتر از تاج خورشیدی، گسترش داد، تا عمدتاً تا شوک برخوردی که در آن باد خورشیدی با محیط میان‌ستاره‌ای مواجه می‌شود ادامه یابد؛ اما به استثنای سیاره‌ها و سایر اجزای چگالنده)، هرچند دیدگاه سیسکو از نظم و دیسیپلین لازم، در بیشتر قلمرو واقعی موضوع برخوردار نیست.